# 小田勝 (医師)
小田 勝（おだ まさる、1897年（明治30年）11月19日 - 没年不明）は、日本の医師。山口病院院長。医学士。外祖父は第6代広島市長の小田貫一。妹の和子は岸田正記の妻。

## 経歴
小田得一の長男として広島県佐伯郡廿日市町で生まれる。生家は医師として三代続く家であり、父・得一は、大阪医学校（現・大阪大学医学部）出身で内科、眼科を開業した。得一は、広島県の医学界において腕利きの一人として名声があり、長年に渡って県医師会理事に挙げられるほど逸材であった。
1925年（大正14年）、慶應義塾大学医学部を卒業し、同大学産婦人科教室に入り、3年間研究に没頭する。1928年（昭和3年）、山口病院初代院長・山口卓治の死亡により院長を承継し、山口病院院長に就任。

## 家族
- 外祖父・貫一（第6代広島市長）
- 父・得一（広島県医師会理事）
- 妹・和子（岸田正記の妻）